# Unter Brüdern (1990)
Unter Brüdern (Arbeitstitel Ein Posten Kunst und Deutschland einig Vaterland) ist eine Co-Produktion (Crossover) aus den Fernseh-Kriminalreihen Tatort der ARD und Polizeiruf 110 des DFF.
Der Film wurde vom WDR und dem DFF produziert und am 28. Oktober 1990 zum ersten Mal gesendet. Er ist die 235. Folge der Tatort-Reihe und die 142. Folge der Reihe Polizeiruf 110. In ihm ermitteln Hauptkommissar Fuchs in seinem 81., Oberkommissar Grawe in seinem 28. und Hauptkommissar Schimanski in seinem 26. Fall. Anlässlich des 40. Sendejubiläums des Duisburger Tatorts strahlte der WDR am 22. März 2022 eine in HD abgetastete und digital restaurierte Folge aus.

## Handlung
Aus dem Duisburger Binnenhafen wird ein nackter Männerleichnam gefischt, der sich durch seine Tätowierung als ehemaliger Offizier der Stasi entpuppt. Aus diesem Grunde erbitten Schimanski und Thanner Amtshilfe aus der gerade im Wandel befindlichen DDR. Grawe und Fuchs erreicht das Schreiben gerade, als sie versteckte Kunstwerke der Stasi aufgetan haben. Sie vermuten, dass der Tote von der Stasi-Gruppe Dürer getötet wurde.
Beide reisen nach Duisburg und werden von Schimanski, Thanner und Hänschen herzlich empfangen. Die Ehefrau des Toten, Kirstin Kröner, ist bei dem Kunsthändler Schrader beschäftigt. Schrader gibt sich ahnungslos und beschämt über Beschaffungspolitik der DDR. Seine rechte Hand ist Dr. Viola Bender. Er will sein Geschäft aufgeben und hat ihr bereits alles überschrieben.
Ein weiterer Verdächtiger ist Heinz Baier, mit dem Schimanski im Auffanglager zu Anfang der Ermittlungen aneinandergeraten ist. Dieser lässt vietnamesische Mädchen aus den DDR-VEB-Betrieben nach Duisburg schaffen, damit sie für ihn auf den Strich gehen. Die Ermittler nehmen ihn in einem Sauna-Club samt Mädchen fest und schicken diese nach Ost-Berlin mit Grawe und Fuchs zurück. Nebenbei haben ihre ostdeutschen Kollegen ihnen den Vorschlag gemacht, ob sie nicht als Köder in Ost-Berlin dienen wollen, um die Gruppe Dürer dingfest zu machen.
Sie nehmen das Angebot an und Schimanski und Thanner reisen als reiche Geschäftsleute getarnt nach Berlin. Im Hotel bereits sind sie ins Visier des Sicherheitschefs Holfelder geraten. Ersten Kontakt mit der Gruppe bekommen sie mit dem LPG-Vertreter Dörfler, der sie unter diesem Deckmantel für Kunstwerke interessieren möchte. Er verschafft den beiden einige Annehmlichkeiten. Doch plötzlich spaltet sich die Gruppe Dürer; Schimanski und Thanner wird ein Gegenangebot unterbreitet. Dies scheitert, als der Kontaktmann im Parkhaus erschossen wird. Ein weiteres Problem stellt ein Heiratsschwindler dar, den Schimanski aus Duisburg kennt. Ihn kann Grawe nur für wenige Stunden aus dem Verkehr ziehen. Als Schimanski und Thanner einer Einladung Dörflers folgen, erfährt Holfelder von dem Heiratsschwindler Schimanskis wahre Identität. Auf einem Autobahnrastplatz in der DDR werden die beiden Ermittler per Transporter zu einer Ziegelei zum Treffen gebracht.
Inzwischen ist Viola Bender in Berlin aufgetaucht und unterstützt Grawe und Fuchs durch geheime Unterlagen ihres Chefs zur Klärung des Falles. Da Schimanski und Thanner in Gefahr schweben, lenkt sie die Volkspolizei zum geheimen Versteck, das Grawe und Fuchs mit Hilfe der Diensteinheit IX stürmen lassen. Dörfler, der gerade über die wahren Identitäten informiert wurde, kann gerade noch daran gehindert werden, sich der Beamten Schimanski und Thanner zu entledigen.
Nachdem die Unterlagen die Verstrickung Schraders in die Machenschaften der Stasi aufklären, hat dieser die Tochter von Viola Bender in Duisburg als Geisel genommen, um sicher das Land zu verlassen. Schimanski und Thanner suchen ihn im Versteck auf. Vergeblich versucht Schimanski, durch Herauslassen der Luft aus dem Reifen, die Flucht zu erschweren. Doch er wird von Schraders Chauffeur gestellt und gezwungen sich zu entkleiden. Schrader erklärt ihm seine Situation, doch als dieser abfahren will, gelingt es Schimanski, die Tochter aus seiner Gewalt zu bekommen. Schrader hat zur Not Thanners Wagen genommen und ahnt nicht, dass er durch das Autotelefon von der Polizei abgehört wird. Auf einer Brücke wird er von Polizeifahrzeugen gestellt. Schimanski bringt Dr. Bender ihre Tochter zurück und bemerkt, dass sie ihre Maßstäbe ihrer Tochter nicht beibringen sollte. Zu guter Letzt feiern die vier Ermittler in einer Kneipe mit Orden und Alkohol den erfolgreichen Abschluss ihrer Zusammenarbeit.

## Produktion
Unter Brüdern wurde vom 25. Juni bis 31. Juli 1990 unter anderem in Duisburg und Umgebung, Berlin, Zeuthen, Mildenberg und am Flughafen Berlin-Tegel gedreht. Die Kostüme des Films schufen Rosemarie Hettmann und Karin Pas, die Filmbauten stammen von Vladimir Skrdlik. Der Film erlebte am 28. Oktober 1990 auf DFF 1 und ARD seine Fernsehpremiere. Die Zuschauerbeteiligung lag bei 43,7 Prozent.

## Hintergrund
Unter Brüdern stellt ein Novum in der Geschichte des deutschen Fernsehkrimis dar, da er eine Gemeinschaftsproduktion des Deutschen Fernsehfunks und des Westdeutschen Rundfunks war und die Reihen Tatort der BRD und Polizeiruf 110 der DDR miteinander verband. Man kombinierte auch beide Vorspänne, indem man zunächst einen Teil des Tatort-Vorspanns mit der Musik von Klaus Doldinger zeigte, dann Szenen aus dem Vorspann des Polizeirufs mit der Musik von Hartmut Behrsing und danach immer wieder wechselte. Abweichend vom üblichen Vorspann wurde der Titel Polizeiruf 110 hier ausnahmsweise ausgeschrieben; sonst wurden immer nur die Zahlen 110 eingeblendet. Dieser Film sollte die deutsche Einheit für das deutsche Fernsehen symbolisieren. Es war eine der letzten Fernsehproduktionen der DDR, obwohl die Ausstrahlung erst drei Wochen nach dem Tag der Deutschen Einheit erfolgte. Ein Jahr später nahm man in der Polizeiruf-Folge (Thanners neuer Job, Folge 153), noch einmal Bezug auf Unter Brüdern. In Thanners neuer Job, dem letzten Polizeiruf des DFF, wird Thanner als „Westimport“ vertretungsweise Vorgesetzter der Kollegen Fuchs und Grawe in Berlin.
Ein weiteres Crossover zwischen diesen beiden Krimireihen hat in dieser Form danach nicht wieder stattgefunden.
Um die geheimen und angeblich verschlüsselten Daten nach Berlin zu befördern, verwendet die Assistentin des Kunsthändlers ein Notebook, augenscheinlich ein Compaq LTE 286. Geräte in dieser Bauform waren zu dieser Zeit ein Novum und nicht sehr verbreitet.
Das Titellied Hand in Hand war das dritte Lied von Klaus Lage für einen Schimanski-Tatort.